# Franz Blabolil
Franz Blabolil (* 17. Oktober 1920 in Stockerau; † 16. September 1992 ebenda) war ein österreichischer Politiker (SPÖ) und Gewerkschaftssekretär. Er war von 1964 bis 1979 Abgeordneter zum Landtag von Niederösterreich.

## Leben
Blabolil absolvierte nach der Volks- und Hauptschule eine Lehre als Maschinenschlosser und leistete von 1940 bis 1945 Militärdienst. Er wurde 1957 Landessekretär der Gewerkschaft der Metall- und Bergarbeiter und fungierte zwischen 1964 und 1970 als Vizepräsident der Arbeiterkammer Niederösterreich. Politisch war Blabolil ab 1950 als Stadtrat aktiv, 1967 stieg er zum 3.
Vizebürgermeister auf, von 1970 bis 1979 hatte er das Amt des Bürgermeisters von Stockerau inne. Er vertrat die SPÖ vom 3. Dezember 1964 bis zum 19. April 1979 im Niederösterreichischen Landtag.

## Auszeichnungen
- 1979: Großes Silbernes Ehrenzeichen für Verdienste um die Republik Österreich[1]